# Fairmont City
Fairmont City és una vila dels Estats Units a l'estat d'Illinois. Segons el cens del 2000 tenia 2.436 habitants.

## Demografia
Segons el cens del 2000, Fairmont City tenia 2.436 habitants, 871 habitatges, i 580 famílies. La densitat de població era de 391,9 habitants/km².
Dels 871 habitatges en un 29,9% hi vivien nens de menys de 18 anys, en un 45,9% hi vivien parelles casades, en un 11,7% dones solteres, i en un 33,4% no eren unitats familiars. En el 29,2% dels habitatges hi vivien persones soles el 14,7% de les quals corresponia a persones de 65 anys o més que vivien soles. El nombre mitjà de persones vivint en cada habitatge era de 2,8 i el nombre mitjà de persones que vivien en cada família era de 3,45.
Per edats la població es repartia de la següent manera: un 26,7% tenia menys de 18 anys, un 11,7% entre 18 i 24, un 28,7% entre 25 i 44, un 18,6% de 45 a 60 i un 14,2% 65 anys o més.
L'edat mediana era de 32 anys. Per cada 100 dones de 18 o més anys hi havia 114,7 homes.
La renda mediana per habitatge era de 27.070 $ i la renda mediana per família de 31.296 $. Els homes tenien una renda mediana de 21.766 $ mentre que les dones 21.576 $. La renda per capita de la població era de 12.203 $. Aproximadament el 14,7% de les famílies i el 18,4% de la població estaven per davall del llindar de pobresa.

## Poblacions properes
El següent diagrama mostra les poblacions més properes.